# Hiro Mizushima
Hiro Mizushima  (水嶋 ヒロ?, Mizushima Hiro), pseudonimo di Tomohiro Saitō (齋藤 智裕?, Saitō Tomohiro), (Tokyo, 13 aprile 1984) è un attore, scrittore e modello giapponese, ha iniziato la sua carriera nel mondo dello spettacolo nel 2004.
È apparso in una serie di popolari dorama live action, tra cui Mei-chan no shitsuji, Hanazakari no kimitachi e (al fianco di Shun Oguri e Tōma Ikuta) e Zettai kareshi; è inoltre ben noto per essere il protagonista della serie tokusatsu Kamen Rider Kabuto.

## Biografia
Ha vissuto tra i 6 e i 12 anni in Svizzera a seguito d'un trasferimento lavorativo del padre, ha una sorella maggiore; per sua stessa ammissione essendo di carattere chiuso e pessimista ha avuto difficoltà ad integrarsi alla realtà scolastica europea. Tornato in patria, durante il liceo pensava di dedicarsi alla carriera di calciatore professionista.
La sua prima apparizione televisiva risale al 2005 in Gokusen 2, dove ha avuto il ruolo di uno dei personaggi minori che affiancavano Kazuya Kamenashi e Jin Akanishi; ha avuto poi altre piccole parti fino a quando non è stato chiamato ad interpretare uno dei personaggi principali in Kamen Rider Kabuto.
A partire dal 2007 ha cominciato ad avere parti di supporto in produzioni per la TV di più alto profilo, come in Hanazakari no kimitachi e e Zettai kareshi; ha poi doppiato Bruce Banner nel film L'incredibile Hulk.
Nel 2010 ha scritto il suo primo libro, intitolato Kagerō, pubblicato sotto lo pseudonimo di Satoshi Saito, vincendo il primo premio in qualità di opera narrativa d'esordio (rifiutando pero la vincita in denaro): il romanzo racconta la storia di un uomo che si sforza di vincere la tentazione del suicidio.
Ha ultimamente parzialmente abbandonato il suo lavoro di attore per concentrarsi sempre più sulla scrittura. Laureato presso l'Università Keio
È bilingue, parlando perfettamente l'inglese; il 22 febbraio 2009 ha sposato la cantante J-pop Ayaka.

## Filmografia

### Dorama
- Gokusen 2 — serie TV, (2005)
- Ame to yume no ato ni — serie TV, (2005)
- Brother Beat — serie TV, (2005)
- Pink no idenshi — serie TV, (2005)
- Kamen Rider Kabuto — serie TV, (2006)
- Kanojo to no tadashii asobikata — serie TV, (2007)
- Watashitachi no kyōkasho — serie TV, (2007)
- Hanazakari no kimitachi e — serie TV, (2007)
- Gutannubo (Gout Temps Nouveau) —Special TV, (2007)
- Churaumi Kara no Nengajo — serie TV, (2007)
- Zettai Kareshi (Absolute Boyfriend) — serie TV, (2008)
- Room of King — serie TV, (2008)
- Mendol: Ikemen idol — serie TV, (2008)
- Mei-chan no shitsuji — serie TV, (2009)
- Mr. Brain — serie TV, (2009)
- Tokyo Dogs — serie TV, (2009)

### Cinema
- Primo amore (2006)
- Lovely Complex (2006)
- Kamen Rider Kabuto: God Speed Love (2006)
- Kanojo to no Tadashii Asobikata (2007)
- 100 Scene no Koi (2007)
- GS Wonderland (2008)
- Drop (2009)
- BECK (2010)

### Doppiaggio
- L'incredibile Hulk (2008) - Bruce Banner

## Romanzi
- Kagerō (2010) ISBN 978-4-591-12245-7